# شيشنق الثالث
الملك شيشنق الثالث هو فرعون مصري من الأسرة المصرية الثانية والعشرون. حكم في أواخر المرحلة الانتقالية الثالثة، (837–798 ق.م).

## حياته
تزوج شيشنق الثالث (دجد با ست-إي أس) ابنة تاكليوت رئيس كهنة بتاح في منف. وتزوج أيضًا (تيج يس با يتبير)، ابنة اوسركون الثاني. وله منها 4 أبناء وابنة واحدة (انكا هيسن شيشنق).

## فترة حكمه
حكم شيشنق الثالث خلال الأسرة المصرية الثانية والعشرون، مصر لمدة 39 عاماً وفقاً للسجلات التاريخية المعاصرة. تميزت فترة حكمه بالوحدة السياسية في مصر، مع ظهور بيدوباست الأول في طيبة. حيث تتحكم الأسرة الثانية والعشرون فقط في مصر السفلى.

## معرض الصور

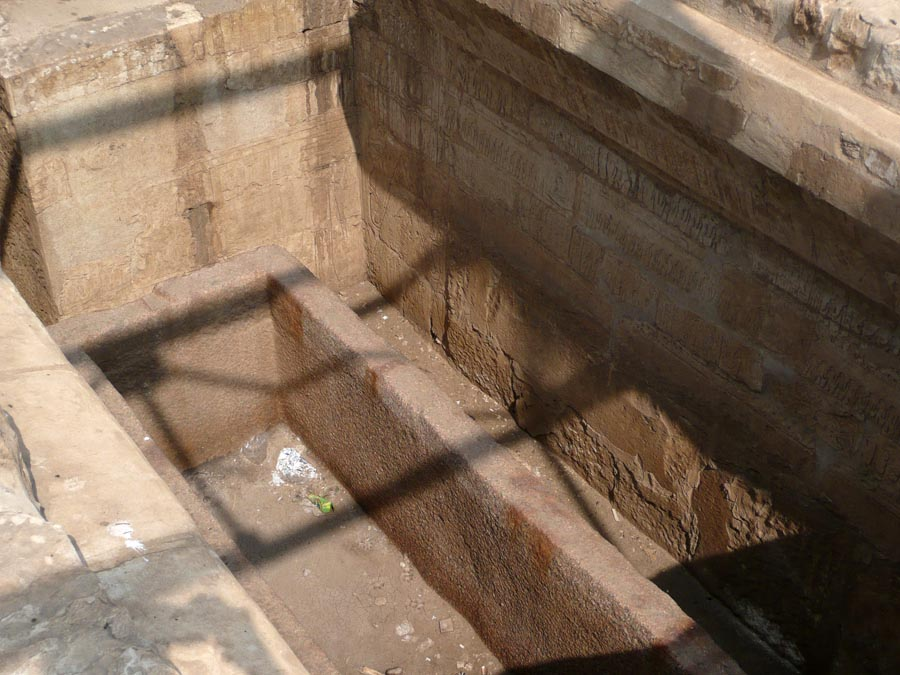
قبر شيشنق الثالث في تانيس.
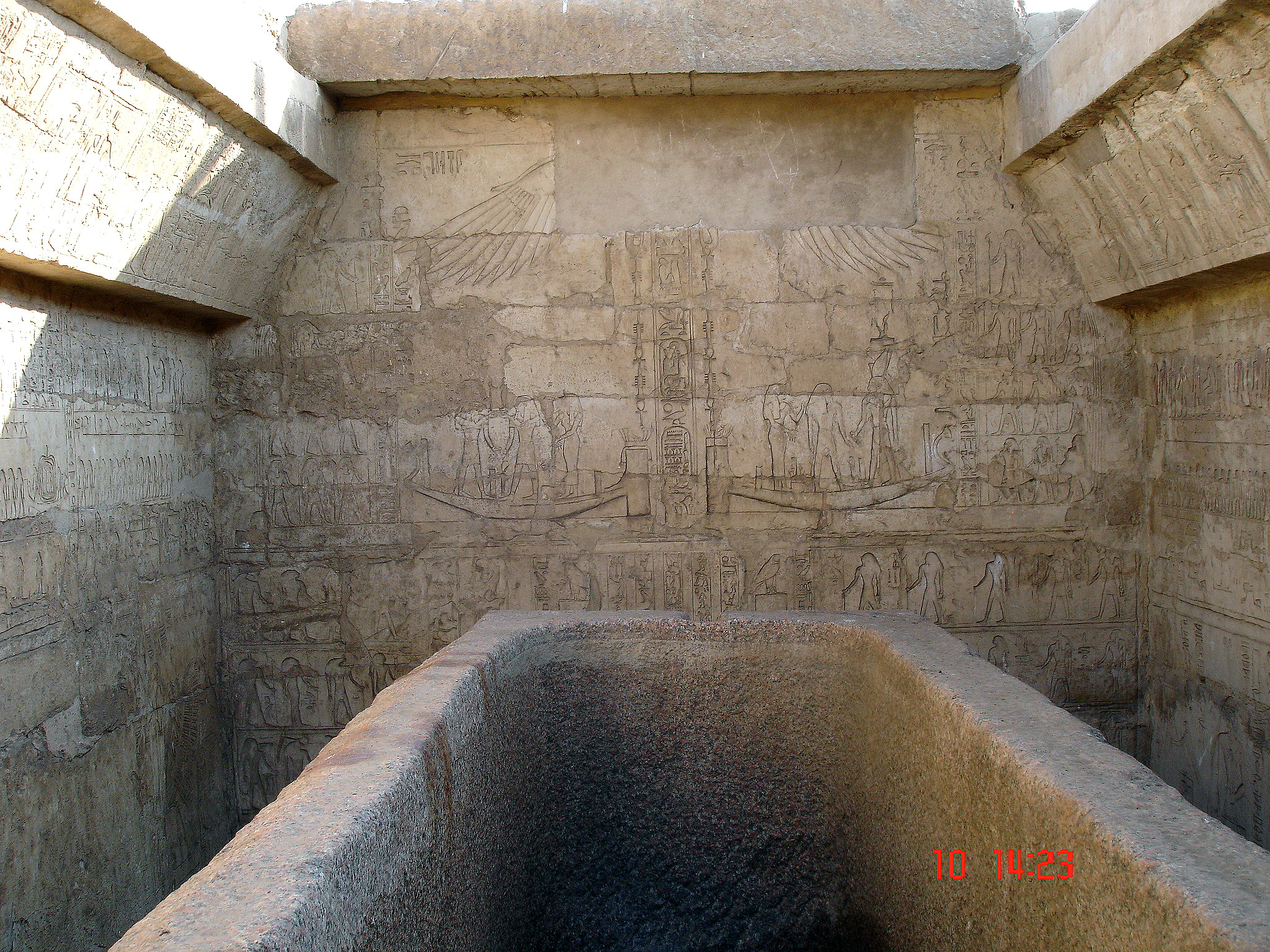
النقوش على الجدار الجنوبي لمقبرة شيشنق الثالث.
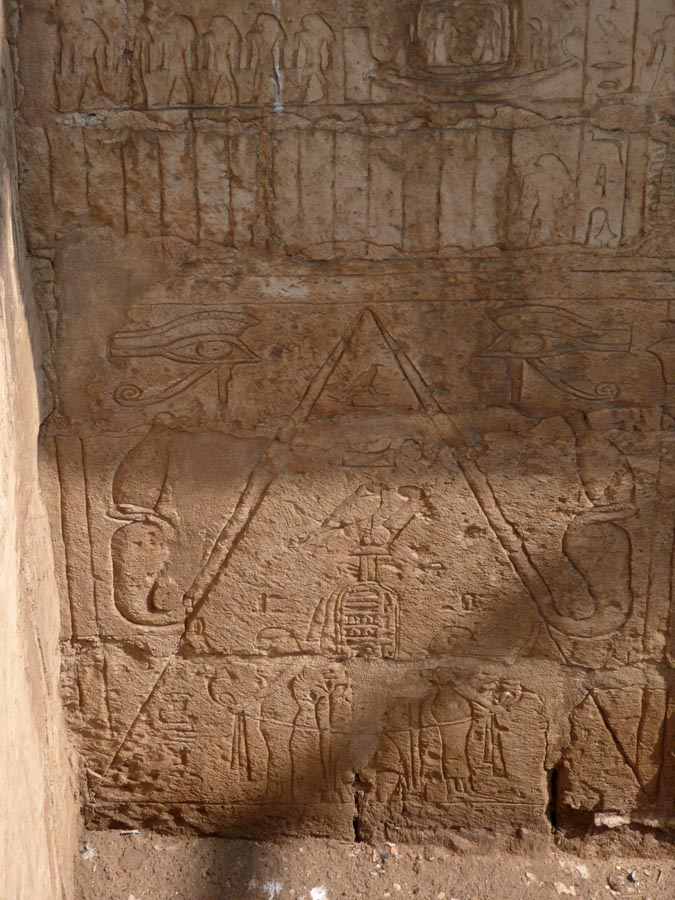
النقوش على جدران القبر.

## انظر ايضًا
- الأسرة المصرية الثانية والعشرون